# Барсук (Кемеровская область)
Барсук — упразднённый в 2024 году посёлок  в Междуреченском городском округе Кемеровской области России. 
Входил  в рамках административно-территориального устройства в состав Междуреченского административного района и в рамках организации местного самоуправления в Междуреченский городской округ.

## География
Урочище расположено в юго-восточной части Кемеровской области, на берегу реки Томь, у впадения в неё р. Барсук. Уличная сеть не развита.

## История
Исключён из учётных данных в 2024 году.

## Население
| 2010 |
| ---- |
| 13   |

Национальный состав
Согласно результатам переписи 2002 года, в национальной структуре населения русские составляли 100 % от общей численности населения в 4 жителя

## Транспорт
В посёлке имеется железнодорожная станция Борсики.